# Lamek Hulthén
Lamek Hulthén, född 14 december 1909 i Östra Ljungby församling, Kristianstads län, död 1995, var en svensk teoretisk fysiker.

## Biografi
Hulthén disputerade 1939 för filosofie doktorsgraden vid Stockholms högskola på avhandlingen Über das Austauschproblem eines Kristalles. Han blev docent i mekanik och   matematisk fysik vid Stockholms högskola, och fick en motsvarande tjänst vid Lunds universitet 1939. Han var professor vid Kungliga Tekniska högskolan 1949-1976, inledningsvis på professuren i tillämpad matematik II, och från 1954 i matematisk fysik. I sin vetenskapliga verksamhet arbetade han bl. a. med kärnkrafterna, antiferromagnetismen och teorin för kontinuerliga spektra. 
När Hulthén var docent i Lund var Torsten Gustafson professor i motsvarande ämne. Gustafson var nära bekant med dåvarande ecklesiastikministern Tage Erlander, vilket ledde till att det var Hulthén som 1945 skrev utkastet till kommittédirektivet för Atomkommittén.
Hulthén invaldes som ledamot av Ingenjörsvetenskapsakademien 1959 och av Vetenskapsakademien 1962. Han var ledamot av Nobelkommittén för fysik 1966-1979, och dess ordförande från 1975. Han fungerade som huvudredaktör för Physica Scripta när den grundades 1970.